# (37646) Falconscott
1994 CS13 (asteroide 37646) é um asteroide da cintura principal. Possui uma excentricidade de 0.23001860 e uma inclinação de 10.23176º.
Este asteroide foi descoberto no dia 8 de fevereiro de 1994 por Eric Walter Elst em La Silla.